# Krystyna Zbijewska
Krystyna Zbijewska (ur. 13 marca 1920 w Złoczowie, zm. 17 stycznia 2009 w Krakowie) – polska dziennikarka, publicystka kulturalna.
W 1951 ukończyła filologię polską na Uniwersytecie Jagiellońskim, a w 1955 dziennikarstwo na Uniwersytecie Warszawskim. Na pierwszym roku studiowała z Karolem Wojtyłą. Całe życie zawodowe była związana z krakowskim „Dziennikiem Polskim”. Na emeryturę przeszła w 1976. Autorka licznych książek poświęconych wybitnym postaciom związanym z Krakowem, a przede wszystkich Stanisławowi Wyspiańskiemu - Orzeł w kurniku. Z życia S. Wyspiańskiego, a także innym, z którymi się zetknęła w trakcie swej pracy dziennikarskiej - Z Muzami pod rękę, Krakowskim szlakiem Melpomeny, Jaroszewska - legenda teatru, za którą we wrześniu 1996 została laureatką Nagrody Krakowska Książka Miesiąca. Zmarła 17 stycznia 2009 w Krakowie.
Wykonany w betonie patynowanym portret Krystyny Zbijewskiej stworzył w 1985 rzeźbiarz Roman Tarkowski.